# Enhörningen (stjärnbild)
För andra betydelser, se Enhörningen.
Enhörningen (Monoceros på latin, från grekiska μόνοκερως, "monokeros", från μόν(ο)-, "en-" och κέρως "hornig", genitiv av κέρας, "horn") är en relativt svag stjärnbild på södra stjärnhimlen. 
Den är en av de 88 moderna stjärnbilderna som erkänns av den Internationella astronomiska unionen.

## Historik
Stjärnbilden fanns inte med bland de 48 konstellationerna som listades av den antike astronomen Ptolemaios i hans samlingsverk Almagest. Den beskrevs först av den nederländske astronomen Petrus Plancius i slutet av 1500-talet.

## Mytologi
En enhörning är ett mytologiskt väsen, oftast avbildad som en vacker vit häst med ett spiralvridet horn i pannan. Enhörningen avbildades även ofta med både djupgående religiösa och symboliska attribut, samt var ett föremål för en mångfald legender sedan före medeltiden. Enhörningen omtalas redan av antikens lärde som Aristoteles, Claudius Ælianus och Plinius den äldre.

## Stjärnor

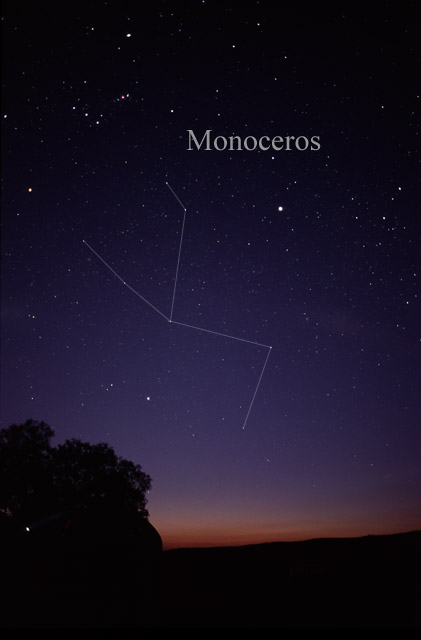
Stjärnbilden Enhörningen (Monoceros) som den kan ses med blotta ögat.

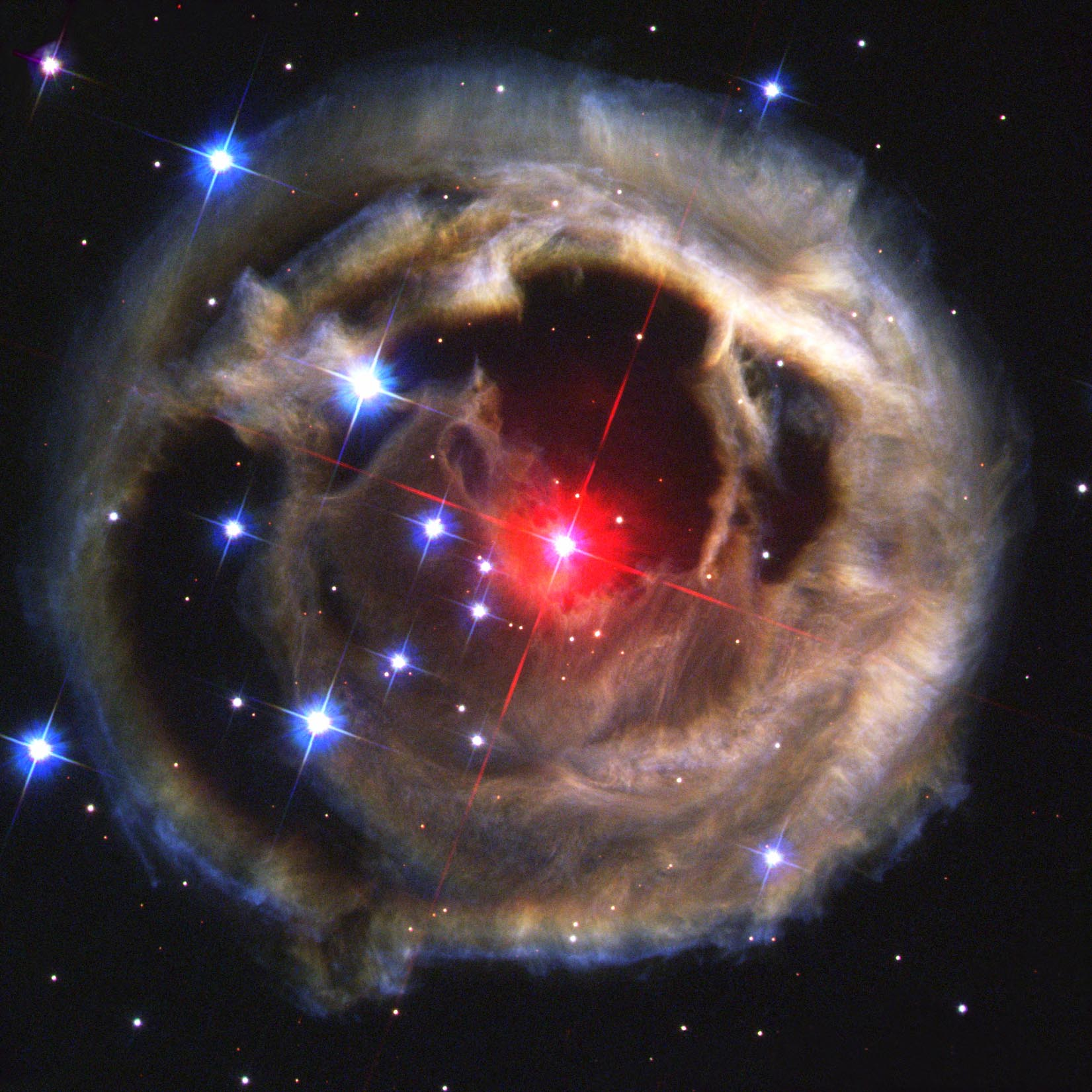
V838 Monocerotis fotograferad av Hubbleteleskopet den 17 december 2002.

Enhörningen är en relativt svag stjärnbild som innehåller flera riktigt intressanta stjärnor.
- α - Alfa Monocerotis är en orange jättestjärna som är ljusstarkast i Enhörningen med magnitud 3,94.
- γ - Gamma Monocerotis är också en orange jätte, med magnitude 3,98.
- δ - Delta Monocerotis är en vit stjärna i huvudserien med magnitude 4,15.
- ζ - Zeta Monocerotis är en gul superjätte med magnitude 4,37.
- ε - Epsilon Monocerotis är en dubbelstjärna med magnitude 4,31.
- β - Beta Monocerotis är en trippelstjärna med den kombinerade ljusstyrkan 3,74.
- Plasketts stjärna (HR 2422) består av två massiva superjättar och är en av de massivaste dubbelstjärnorna som astronomer känner till, med en massa av ungefär etthundra solmassor.
- V838 Monocerotis är en röd superjätte på ungefär 20000 ljusårs avstånd. Den fick ett våldsamt utbrott i januari 2002 och var under en kort period störst bland de kända stjärnorna. Den kastade inte av något yttre skikt som vid ett novautbrott, varför utbrottet antas ha haft helt andra grunder.

## Djuprymdsobjekt

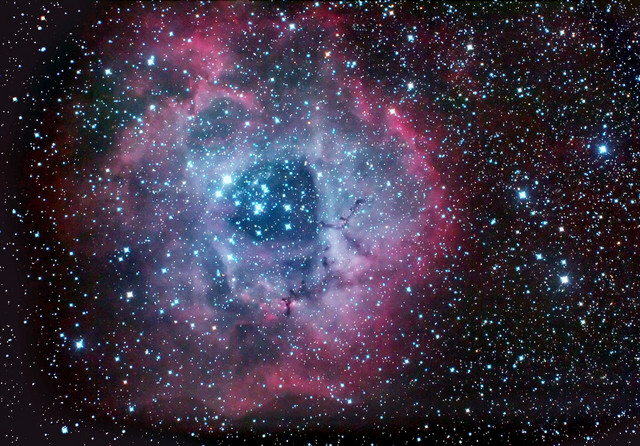
Rosettnebulosan

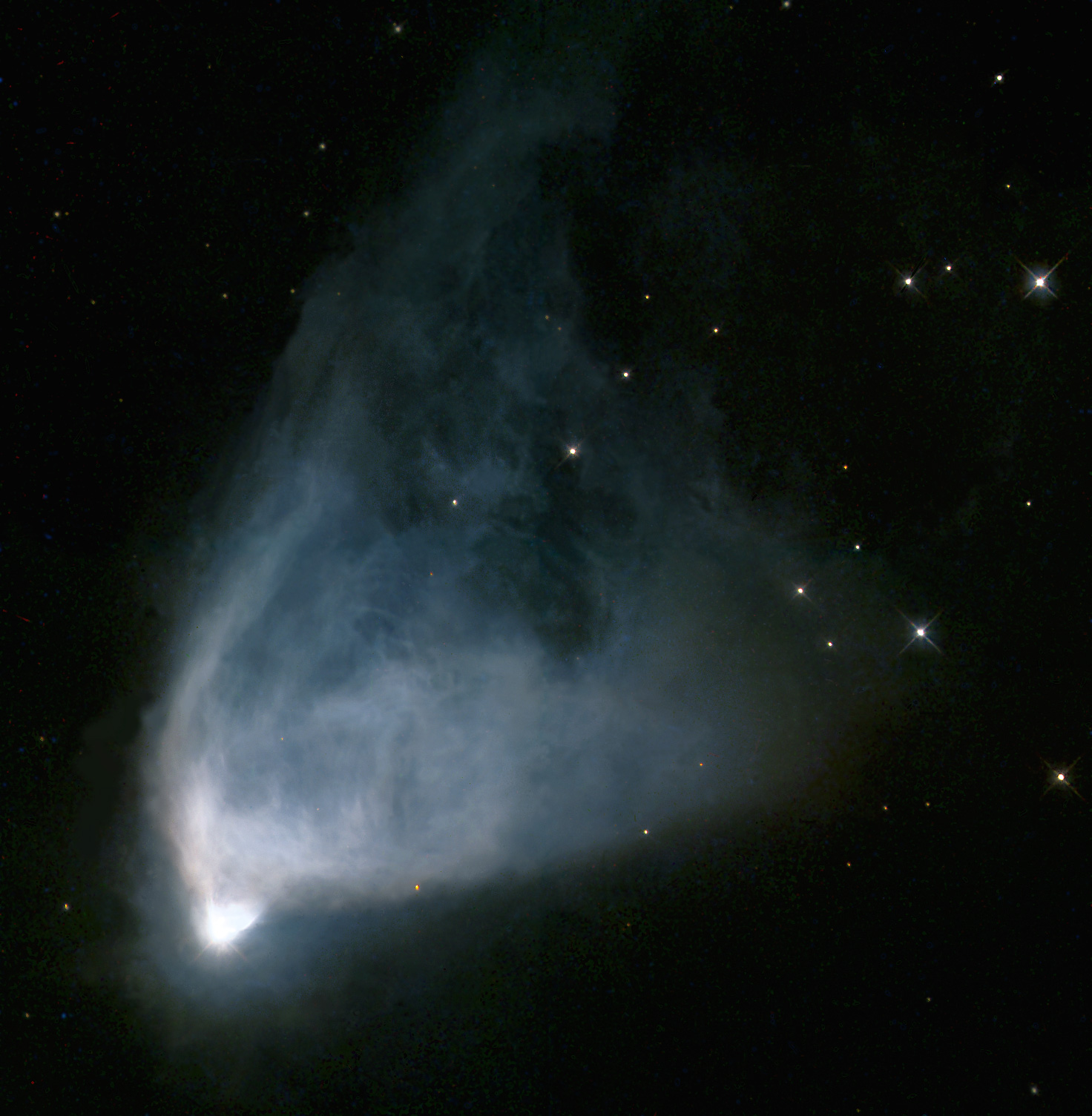
Nebulosan NGC 2261 fotograferad av Hubbleteleskopet.

Det finns ett antal intressant objekt i Enhörningens stjärnbild.

### Stjärnhopar
- Messier 50 (NGC 2323) är en öppen stjärnhop av magnitud 5,9.
- NGC 2232 är en öppen stjärnhop av magnitud 4,2.
- NGC 2244 (Caldwell 50) är en öppen stjärnhop av magnitud 4,8 som ingår i Rosettnebulosan (se nedan).
- NGC 2264 är av magnitud 4,1 och består av Julgranshopen och Konnebulosan. Julgranshopen markeras av de båda stjärnorna S Monocerotis (julgranens stam) och V429 Monocerotis (toppstjärnan).
- NGC 2301 är en öppen stjärnhop av magnitud 6,0.
- NGC 2506 (Caldwell 54) är en öppen stjärnhop av magnitud 7,6.

### Nebulosor
- Rosettnebulosan (Caldwell 49) är en stor emissionsnebulosa. I Rosettnebulosan ingår även delnebulosorna NGC 2237, NGC 2238, NGC 2239 och NGC 2246. NGC 2237 kan även avse hela Rosettnebulosan. I Rosettnebulosan finns stjärnhopen NGC 2244 (se ovan).
- NGC 2261 (Hubbles variabelnebulosa, Caldwell 46) är en reflektionsnebulosa som varierar i magnitud från 9,5 till 13[6] på grund av att den lyses upp av den variabla stjärnan R Monocerotis.
- NGC 2346 är en planetarisk nebulosa av magnitud 11.6.